# Програма Ньюкасла
Ньюкаслська програма була програмним документом, ухваленим представниками англійських та валлійських ліберальних асоціацій на щорічній конференції Національної ліберальної федерації (НЛФ) у Ньюкаслі-на-Тайні в 1891 році. Центральним пунктом Ньюкаслської програми було верховенство ірландського самоврядування, але з ним було пов'язано багато інших реформ, зокрема: оподаткування вартості землі; скасування панщини; розширення дрібного землеволодіння; реформа палати Лордів; скорочення парламентів; районні та парафіяльні ради; реформа реєстрації та скасування множинного голосування; місцеве вето на продаж спиртних напоїв; відповідальність роботодавців за нещасні випадки на виробництві та ліквідація англіканської церкви в Уельсі та Шотландії.
У короткостроковій перспективі вона виявилася політичною відповідальністю. Ліберали перемогли на загальних виборах у Сполученому Королівстві 1892 року, але не змогли втілити в життя Ньюкаслську програму. Вони програли на загальних виборах 1895 року і залишалися поза владою до їхньої переконливої перемоги на загальних виборах 1906 року. Ньюкаслська програма була важливою з двох причин: по-перше, вона дала Ліберальній партії радикальний порядок денний, з яким вона могла боротися на наступних загальних виборах, а по-друге, детальний «список покупок» політики, який вона прийняла, був новаторським у британській політиці, створивши прецедент для сучасних політичних партій. Сьогодні рядові члени всіх основних політичних партій беруть участь у розробці політики, а партії представляють електорату програму або маніфест уряду, узгоджену або схвалену в той чи інший спосіб їхніми членами.

## Ліберальна агітація
Провідним піонером організованої агітації в Ліберальній партії був Джозеф Чемберлен. У 1885 році він без дозволу керівництва партії висунув Радикальну програму як передвиборчий маніфест використання конструктивної сили держави, але лідер лібералів Вільям Юарт Гладстон підірвав зусилля Чемберлена, кооптувавши Національну ліберальну федерацію (НЛФ) до мейнстрімного лібералізму. Взявши гасло «Гомрул для Ірландії», Гладстон переміг Радикальну програму, витіснивши Чемберлена з партії і утворивши Ліберальних юніоністів. Під час великого розколу 1886 року через гомруль, НЛФ покинула Чемберлена, щоб залишитися вірною Гладстону.

## Гомрул (Home Rule)
Між 1886 і 1891 роками гомрул домінував у ліберальних політичних дебатах, але дві події завдали шкоди їхнім ірландським союзникам. У 1887 році газета «Таймс» опублікувала листи, які звинувачували Чарльза Стюарта Парнелла, лідера ірландської партії гомруля, у вбивствах міністра та державного службовця у Фенікс-парку, хоча пізніше гучне урядове розслідування виявило, що ці листи були підробкою. У 1890 році розлучення Кетрін О'Ші, в результаті якого Парнелл був визнаний коханцем пані О'Ші, розкололо ірландську партію і викликало скандал серед лібералів-нонконформістів. Розкол в ірландській партії гомруля у 1890 році послабив ймовірність успішного ухвалення законопроєкту про гомрул. На з'їзді НЛФ у Ньюкаслі-на-Тайні 1891 року Гладстон підтвердив першість гомрулю, але пов'язав його з реформами на материку, прийнявши різні пропозиції Ради НЛФ, зокрема: земельна реформа; реформа лордів; скорочення парламенту; окружні та парафіяльні ради; реформа реєстрації та скасування множинного голосування; місцеве вето на продаж напоїв; відповідальність роботодавців за нещасні випадки на виробництві; ліквідація Шотландії та Уельсу. Ньюкаслська програма мала стати вирішенням цих дилем, маніфестом для британського уряду.

## Національна ліберальна федерація
Щороку Національна ліберальна федерація збиралася на дебати, які можна вважати предтечею сьогоднішніх конференцій політичних партій. НЛФ розробила процес, за допомогою якого вона приймала загальну резолюцію, що включала всі політики, які були узгоджені під час дебатів. Восени 1891 року Федерація зібралася в Ньюкаслі-на-Тайні. Окрім гомрульства, політики, які були включені до омнібусу, можна розділити на три основні напрямки: сільська, релігійна та виборча реформи. 2 жовтня 1891 року Гладстон виступив перед НЛФ, і вперше лідер Ліберальної партії підтримав програму, запропоновану партійними низами.
Однак один історик стверджує, що радикалам всередині Ліберальної партії не вистачало лідерства, щоб забезпечити реальне втілення їхньої програми. Майкл Бентлі припускає, що хоча Гладстон і ліберальне керівництво були зобов'язані прислухатися до думки такої значної частини партії, вони мали змогу маневрувати, не беручи на себе твердих зобов'язань, і вибирати з «ганчір'яного мішка» політик, що складали Ньюкаслську програму, надаючи пріоритет тим, що їм було потрібно, і забуваючи про тих, хто їм не подобався.
Один з біографів Гладстона також підтримує цю оцінку. Рой Дженкінс стверджує, що єдиний реальний інтерес Гладстона тепер полягав в ірландській автономії, але він дозволив Джону Морлі та Вільяму Вернону Гаркорту скласти Ньюкаслську програму, яку він описує як «місткий мішок з лахміттям… слабкий по темі». За словами Дженкінса, Гладстон не мав ні часу, ні енергії, щоб протистояти програмі НЛФ, і вирішив проковтнути її цілком, щоб гарантувати, що партія залишиться вірною гомрулю як своїй головній політиці.
Схвалення Гладстоном Ньюкаслської програми мало один важливий результат. Через кілька тижнів, 25 листопада, лорд Гартінгтон, лідер Ліберальної юніоністської партії, оголосив, що надії на возз'єднання з гладстонівськими лібералами більше немає.

## Невдача з реалізацією Ньюкаслської програми
Ліберальна партія перемогла на виборах 1892 року, але її більшість спиралася на підтримку ірландських націоналістів, і результати були далекі від тієї підтримки виборців, на яку сподівався Гладстон. Новий уряд не зміг втілити в життя більшу частину Ньюкаслської програми, навіть ті її частини, які схвалив Гладстон, через непримиренну опозицію з боку Палати лордів, де домінували консерватори.
За словами одного з істориків Ліберальної партії, лідер консерваторів лорд Солсбері виправдовував своє неприйняття ліберальних заходів, включаючи, що особливо важливо, гомрул, тим, що перемога лібералів у 1892 році ґрунтувалася на голосах 150 виборців у восьми виборчих округах, зібраних за допомогою різноманітних політичних хабарів. Головними досягненнями уряду в рамках Ньюкаслської програми були відповідальність роботодавців, парафіяльні ради та бюджет Вільяма Вернона Гаркорта 1894 року, який запроваджував поетапний податок на смерть.
Гладстон пішов у відставку з посади прем'єр-міністра в 1894 році і був замінений лордом Роузбері, який вилив презирство на Ньюкаслську програму як на «роздуті мухами філактериї застарілої політики». Коли зусилля уряду щодо реформи тверезості та ліквідації Уельсу також зазнали невдачі, роз'єднаний кабінет Роузбері майже з нетерпінням чекав на привід для відставки.
Консерватори перемогли на загальних виборах 1895 року, що поклало початок десятирічному правлінню торі. Радикальний політичний спадок Ньюкаслської програми мав би дочекатися реформаторських урядів Генрі Кемпбелла-Беннермана та Г. Г. Асквіта, перш ніж бути реалізованим у грошовій формі.